# Thienemanniella longipalpis
Thienemanniella longipalpis är en tvåvingeart som beskrevs av Jean-Jacques Kieffer 1923. Thienemanniella longipalpis ingår i släktet Thienemanniella och familjen fjädermyggor.
Artens utbredningsområde är Tyskland. Inga underarter finns listade i Catalogue of Life.